# Contrainte holonome
En mécanique analytique, on dit qu'un système de N particules est soumis à une contrainte holonome s'il existe une équation algébrique caractérisant l'état du système, et dont les variables sont les vecteurs coordonnées {\displaystyle {\vec {r}}_{i}} des particules, pour {\displaystyle \scriptstyle i\in \{1,2,...,N\}}. On écrit cette contrainte sous la forme {\displaystyle \ f\left({\vec {r}}_{1},{\vec {r}}_{2},...,{\vec {r}}_{N},t\right)=0}. Si les contraintes sont modélisées par un système d'équations de ce type, on parle encore de contraintes holonomes.
Une contrainte qui ne peut pas s'écrire sous cette forme est dite non holonome.
Si l'équation de la contrainte holonome dépend du temps, ({\displaystyle {\frac {\partial f}{\partial t}}\neq 0}), elle est dite rhéonome. Si elle n'en dépend pas, ({\displaystyle {\frac {\partial f}{\partial t}}=0)}, elle est dite scléronome.
Mathématiquement, une contrainte holonome définit une variété fermée plongée dans l'espace {\displaystyle \textstyle \mathbb {R} ^{3N}} dans laquelle évolue le système de particules. La dimension de cette variété est le nombre de degrés de liberté du système, i.e. le nombre de coordonnées indépendantes à considérer pour le décrire. En général K contraintes holonomes enlèvent K degrés de liberté, mais, suivant les équations et leur indépendance, il peut en être autrement (on peut ramener K équations indépendantes à une seule équation si on le souhaite ; ce sujet dans toute sa généralité relève de la géométrie algébrique).

## Exemple
Les contraintes d'un corps supposé rigide sont holonomes scléronomes : pour deux particules quelconques numérotées {\displaystyle \ i,j}, il existe une constante {\displaystyle \ C_{i,j}} telle que l'on doit avoir {\displaystyle \|{\vec {r}}_{i}-{\vec {r}}_{j}\|=C_{i,j}}.

## Coordonnées généralisées
Le système étudié peut être décrit par d'autres variables que les positions spatiales de ses N points : angles, positions relatives, etc. Dans ce cas, les nouvelles coordonnées utilisées sont appelées « coordonnées généralisées » ; elles sont souvent notées {\displaystyle \ \{q_{1},...,q_{n}\}} et sont au nombre de {\displaystyle \ n\leq 3N}. On a {\displaystyle {\vec {r}}_{i}={\vec {r}}_{i}\left(q_{1},...,q_{n},t\right)}, et la contrainte holonome peut alors s'écrire {\displaystyle \ f(q_{1},q_{2},...,q_{n},t)=0}. Le système des N points, évoluant dans l'espace de dimension 3, peut alors être considéré comme décrit dans un espace de dimension n.
- Un système de N corps ponctuels non soumis à une contrainte holonome a 3N degrés de liberté et nécessite donc 3N variables réelles indépendantes pour être décrit (par exemple : les 3N coordonnées des N corps).
- Un système de N corps ponctuels soumis à K contraintes holonomes indépendantes a 3N - K degrés de liberté et nécessite donc 3N - K variables réelles indépendantes pour être décrit : ce peut être des coordonnées spatiales de certains corps, ou d'autres données.

Exemple du positionnement d'un triangle
Dans l'espace, un triangle quelconque est déterminé par trois sommets (9 coordonnées: {\displaystyle {(x_{1},y_{1},z_{1}),(x_{2},y_{2},z_{2}),(x_{3},y_{3},z_{3})}}) et possède donc 9 degrés de liberté. Or, la forme d'un triangle non localisé dans l'espace possède 3 degrés de liberté, étant complètement déterminée par la longueur de ses 3 côtés (L1,L2,L3). La connaissance de la forme du triangle à positionner dans l'espace induit les 3 contraintes holonomes indépendantes suivantes (avec L1,L2,L3 fixés) :
{\textstyle {\begin{array}{lcr}(x_{1}-x_{2})^{2}+(y_{1}-y_{2})^{2}+(z_{1}-z_{2})^{2}=L_{1}^{2}\\(x_{1}-x_{3})^{2}+(y_{1}-y_{3})^{2}+(z_{1}-z_{3})^{2}=L_{2}^{2}\\(x_{2}-x_{3})^{2}+(y_{2}-y_{3})^{2}+(z_{2}-z_{3})^{2}=L_{3}^{2}\end{array}}}
Ces trois contraintes retirent 3 degrés de liberté au système, lequel en compte maintenant 9 - 3 = 6. Dans l'espace, la position d'un triangle de forme donnée peut donc être déterminée par 6 variables indépendantes. Par exemple, on peut choisir 3 coordonnées cartésiennes pour situer l'un de ses sommets, disons P. À partir de ce sommet, on détermine la direction dans laquelle placer le second, disons Q, avec un vecteur unitaire de {\displaystyle \mathbb {R} ^{3}} (cela correspond à 2 angles). Ensuite, on fait tourner le troisième sommet autour de l'axe (PQ) pour déterminer sa position (cela prend 1 angle). En termes de coordonnées généralisées, on peut donc décrire la position d'un triangle quelconque dans {\displaystyle \mathbb {R} ^{3}} comme un vecteur de {\displaystyle \mathbb {R} ^{3}\times S^{2}\times S^{1}}, où {\displaystyle S^{n}} désigne la n-sphère, l'ensemble des vecteurs unitaires de {\displaystyle \mathbb {R} ^{n+1}}. De même, comme la position de tout solide rigide est déterminée par trois de ses points non alignés quelconques, elle est déterminée par 6 variables indépendantes.

## Déplacement virtuel, forces de contrainte et multiplicateurs de Lagrange
Un déplacement virtuel {\displaystyle \left(\delta q_{1},\delta q_{2},...,\delta q_{n}\right)} est un déplacement instantané et infinitésimal du système de telle sorte qu'il vérifie toujours ses contraintes. Pour une contrainte holonome, on doit donc avoir {\displaystyle \ f\left(q_{1}+\delta q_{1},q_{2}+\delta q_{2},...,q_{n}+\delta q_{n},t\right)=0}, d'où, au premier ordre, {\displaystyle \sum _{i=1}^{n}{\frac {\partial f}{\partial q_{i}}}.\delta q_{i}=0}.
On peut justifier que le vecteur {\displaystyle \left({\frac {\partial f}{\partial q_{i}}}\right)_{i}} est proportionnel à la force de contrainte généralisée, associée à la contrainte {\displaystyle \ f}, dont les n coordonnées sont {\displaystyle \ Z_{j}(q,t)=\sum _{i=1}^{N}{\vec {Z}}_{i}({\vec {r}},t).{\frac {\partial {\vec {r}}_{i}}{\partial q_{j}}}} (proportionnalité justifiée par un raisonnement sur les degrés de liberté du système), le coefficient de proportionnalité étant nommé multiplicateur de Lagrange. En cas d'existence de K contraintes holonomes, on peut justifier de la même manière que la somme des forces de contraintes est une composition linéaires des vecteurs, indexés par k = 1,2,...,K, {\displaystyle \left({\frac {\partial f_{k}}{\partial q_{i}}}\right)_{i}}, les coefficients étant nommés également multiplicateurs de Lagrange.

## Exemples de contraintes non holonomes
- Un corps M ponctuel dont les mouvements sont limités à l'intérieur d'une sphère de centre O et de rayon R vérifie l'inéquation {\displaystyle \scriptstyle OM\leq R}, soit {\displaystyle \textstyle \|{\vec {r}}_{M}-{\vec {r}}_{O}\|\leq R}, ce qui est une contrainte non holonome.
- Une masse ponctuelle attachée à l'extrémité d'un ressort vérifie la contrainte non holonome {\displaystyle {\frac {d^{2}x}{dt^{2}}}+\omega _{0}^{2}x=0}, avec {\displaystyle \omega _{0}={\sqrt {\frac {k}{m}}}}.